# Spheniscus magellanicus
El pingüino de Magallanes (Spheniscus magellanicus), denominado también pingüino patagónico, es una especie de ave de la familia de los pingüinos (Spheniscidae), que nidifica en las islas Malvinas y en las costas e islas de la Patagonia de Argentina y Chile, migrando hacia el norte en el invierno, alcanzando las aguas de Uruguay y el sudeste de Brasil con temperaturas más templadas, siendo una especie vagante en Australia, Perú, Colombia, y otras islas del Atlántico Sur. Es el más numeroso del género Spheniscus. Las otras especies de este género son el pingüino de El Cabo, el pingüino de Humboldt y el pingüino de Galápagos.

## Descubrimiento
Aunque los pueblos originarios ya conocían a los pingüinos, fue el 27 de enero de 1520 cuando se produjo una observación y descripción detallada de los pingüinos por parte de los europeos. En este caso, por Antonio Pigafetta, tripulante de la expedición de Fernando de Magallanes. Describió a unos "extraños gansos" nadando al costado de su nave. Francisco Balbo, otro miembro de la tripulación, añadió abundante información geográfica como para determinar que se hallaban en las zonas cercanas a Punta Tombo. Esta región de la Patagonia, en la provincia del Chubut, es el habitual refugio de miles de Pingüinos de Magallanes que se reúnen para procrear.
Durante el segundo viaje de James Cook que comenzó en 1772, Johann Reinhold Forster describió en los "Commentarii Götiengensis" (1781) y en las "Philosophical Transactions" (1772), entre diversas especies el Pingüino de Magallanes.

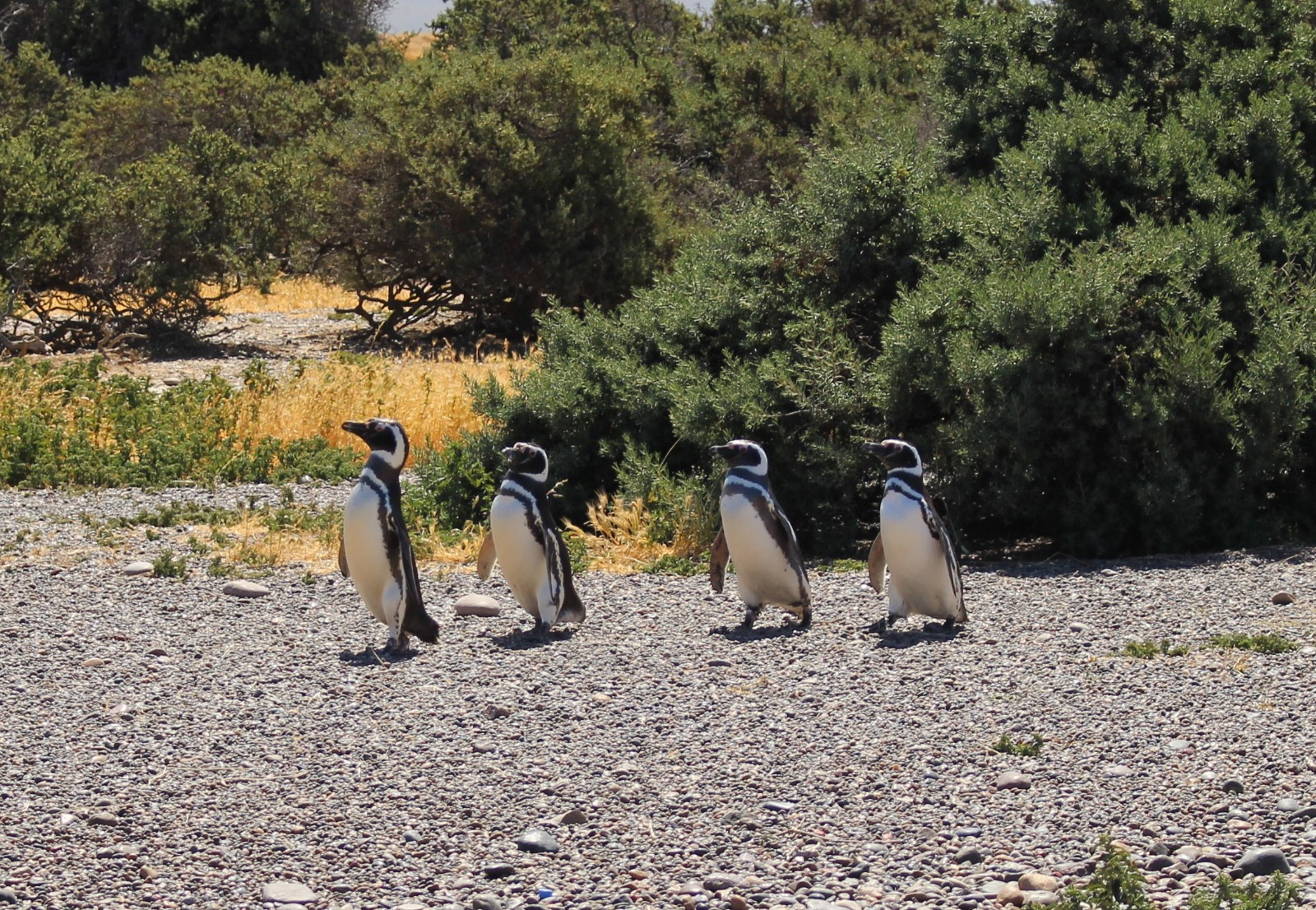
Pingüinos en Punta Tombo.

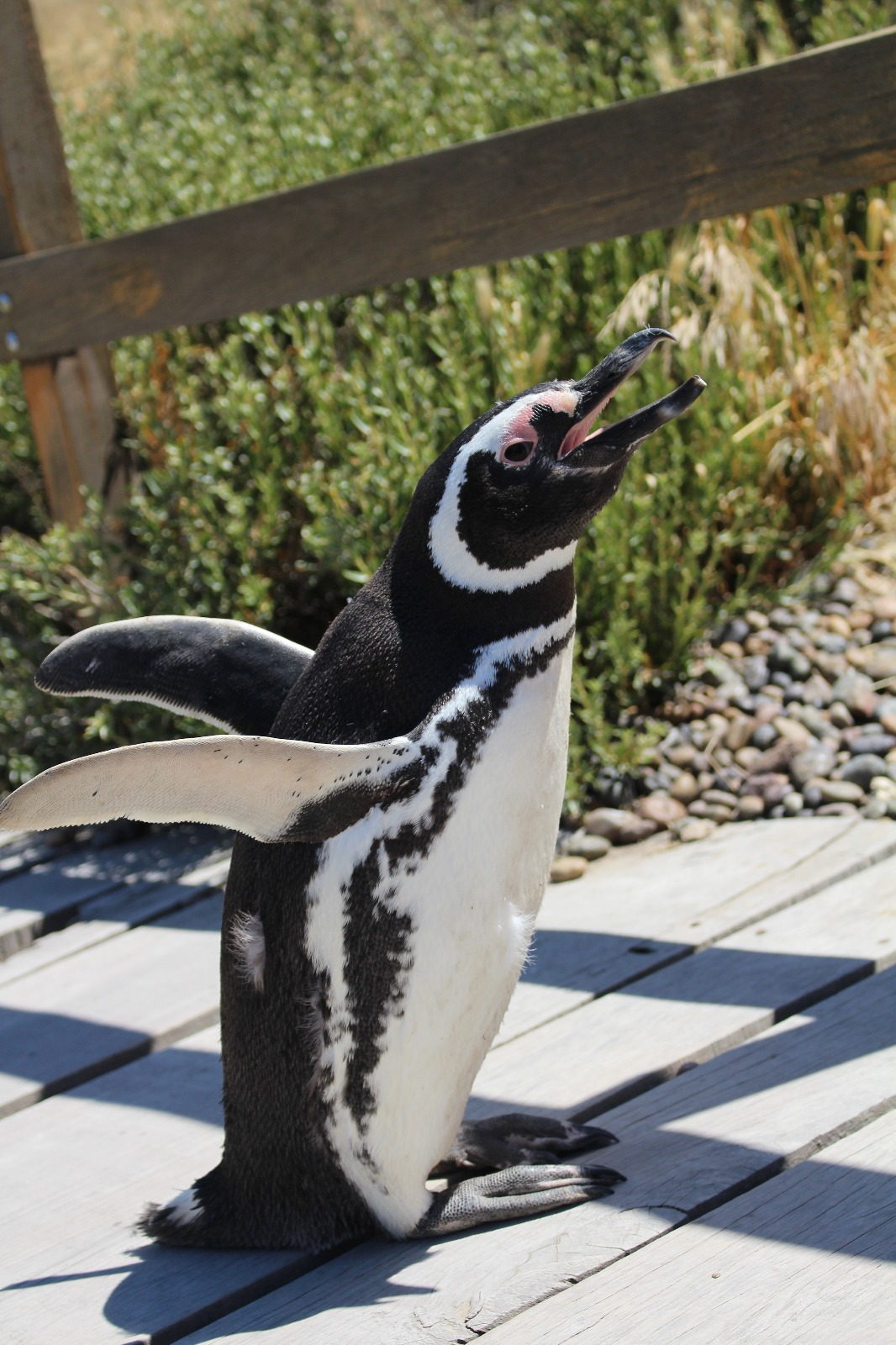
Pingüino en Punta Tombo.

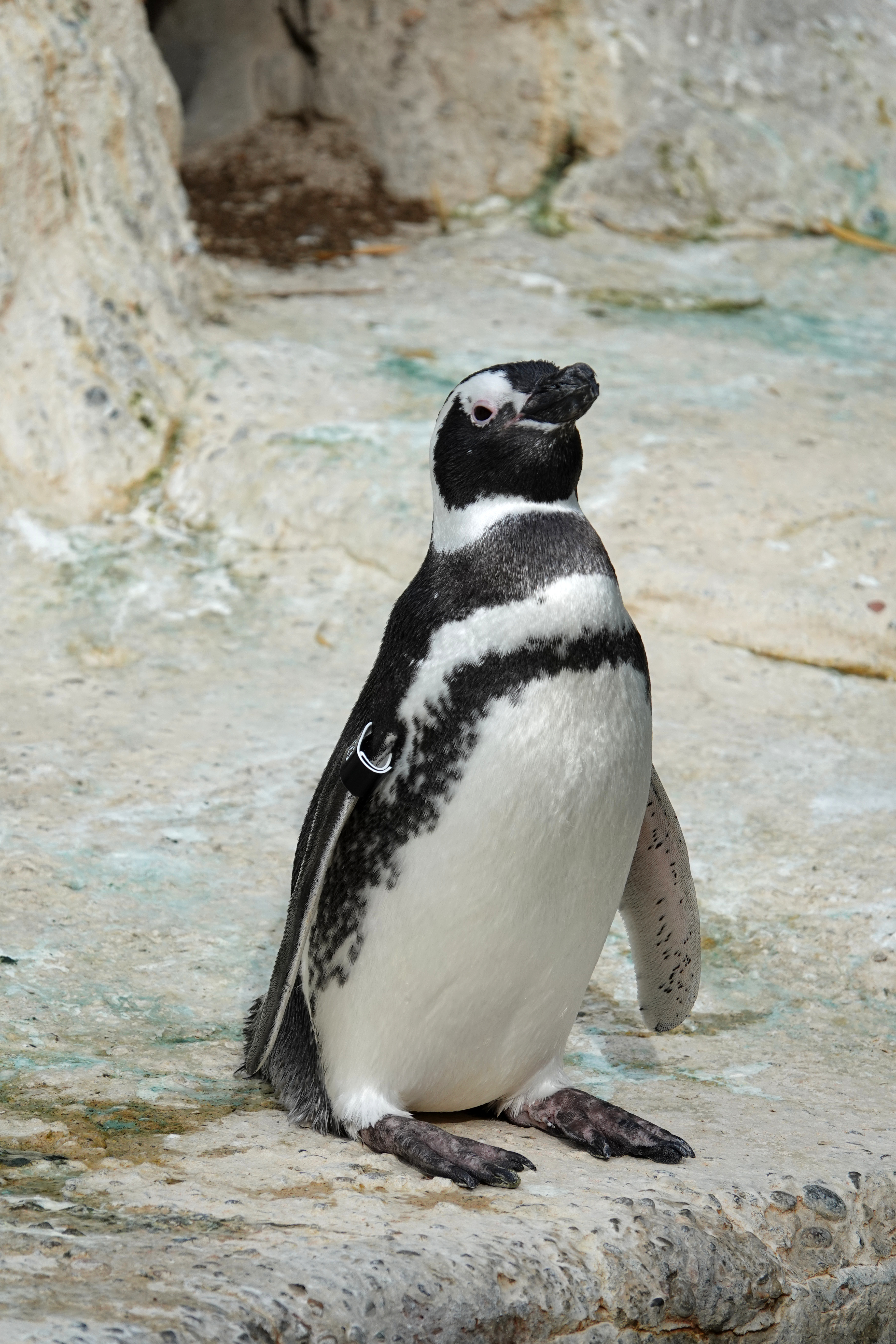
Pingüino de Magallanes en el Zoo de Berlín.

## Nombre común
En español se lo conoce también con el nombre de “pingüino del Sur”, “pingüino magallánico”, "pachanca" o "patranca", además del uso de los término genéricos "pingüino", "pájaro bobo" y "pájaro niño".

## Características

### Apariencia

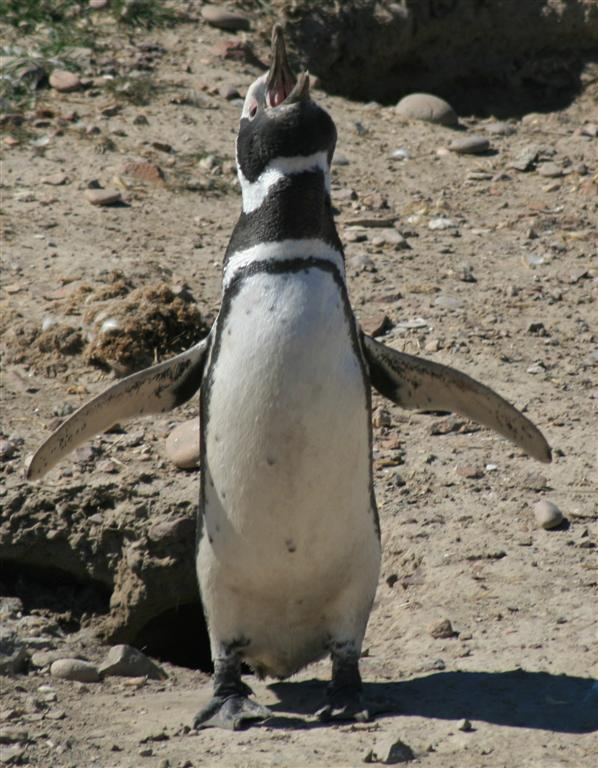
Macho llamando a su pareja. Camarones, Chubut, Argentina.

Los pingüinos de Magallanes son de tamaño medio, con ejemplares de entre 60 y 75 cm de altura (3 kg de masa). La cabeza es negra con una franja blanca que parte del ojo, rodea los oídos y la barbilla, para juntarse en la garganta. Presentan plumaje negro grisáceo en el dorso y blanco en la parte delantera, con dos bandas negras entre cabeza y torso, la inferior en forma de herradura invertida. Estas dos bandas lo distinguen, por ejemplo, del Pingüino de Humboldt, que solo presenta una.
Los colores de su plumaje representan una adaptación evolutiva mediante la que el animal puede obtener un mimetismo eficiente en el medio marino, ya que cuando nada sumergido, su dorso oscuro pasa desapercibido para quien observa desde arriba, al confundirse con los tonos oscuros de las profundidades marinas, y —a la inversa— su torso blanco se mezcla con la luminosidad de la superficie para quien observa desde una profundidad mayor.

### Conservación del calor
Como otros animales de climas fríos, el pingüino de Magallanes presenta una morfología apta para minimizar la pérdida del calor corporal. Su cuerpo compacto, y la gruesa capa de grasa que lo envuelve más el plumaje muy compacto colaboran para conservarlo. El animal tiene además una glándula uropigia en la base de la cola, que segrega un aceite impermeable con el que lubrica las plumas mediante el pico.
Adicionalmente la distribución de los vasos sanguíneos permite una regulación muy precisa del calor, minimizando el gasto energético del cuerpo.

### Locomoción
El diseño morfológico del pingüino optimiza la locomoción en el mar, mediante:
- Cuerpo de formas hidrodinámicas.
- Alas cortas y fuertes, inútiles para volar, pero que actúan como aletas propulsoras, permitiéndole alcanzar velocidades de hasta 45 km/h.
- Esternón macizo y fuertes músculos pectorales, que le permiten mantener un ritmo rápido y sostenido de natación y además resistir las zambullidas que frecuentemente efectúa desde alturas considerables.
- Patas con dedos unidos por membranas interdigitales, fuertemente adaptadas al medio acuático, que actúan como timones para los desplazamientos verticales en el agua.

En contraste, la locomoción terrestre es lenta e incómoda. Cuando deben correr suelen deslizarse de panza ayudándose con las alas para la impulsión.

### Visión
La visión del pingüino está también adaptada al medio acuático, por lo que en tierra sus ojos resultan hipermétropes. 
Se han reportado casos de ceguera, cataratas, de desprendimiento de retina y de membrana vítrea en individuos desorientados, abandonados por sus madres, y que son rescatados e ingresados para rehabilitación en centros médicos veterinarios en Chile, los cuales se logran recuperar, pero no lo suficiente para volver al medio natural.

### Alimentación
Los pingüinos de Magallanes se alimentan en el agua, a costa de especies como sardina, pejerrey , anchoíta, calamar, kril y otros crustáceos. El cambio climático y el impacto de la industria pesquera en su hábitat, son dos de sus grandes problemas. Beben agua de mar, que filtran mediante sus glándulas excretoras de sal, ubicadas en el ángulo anterior de la cavidad orbitaria. Su funcionamiento es complementario al de los riñones. Esta adaptación es común a otras aves marinas.

### Reproducción

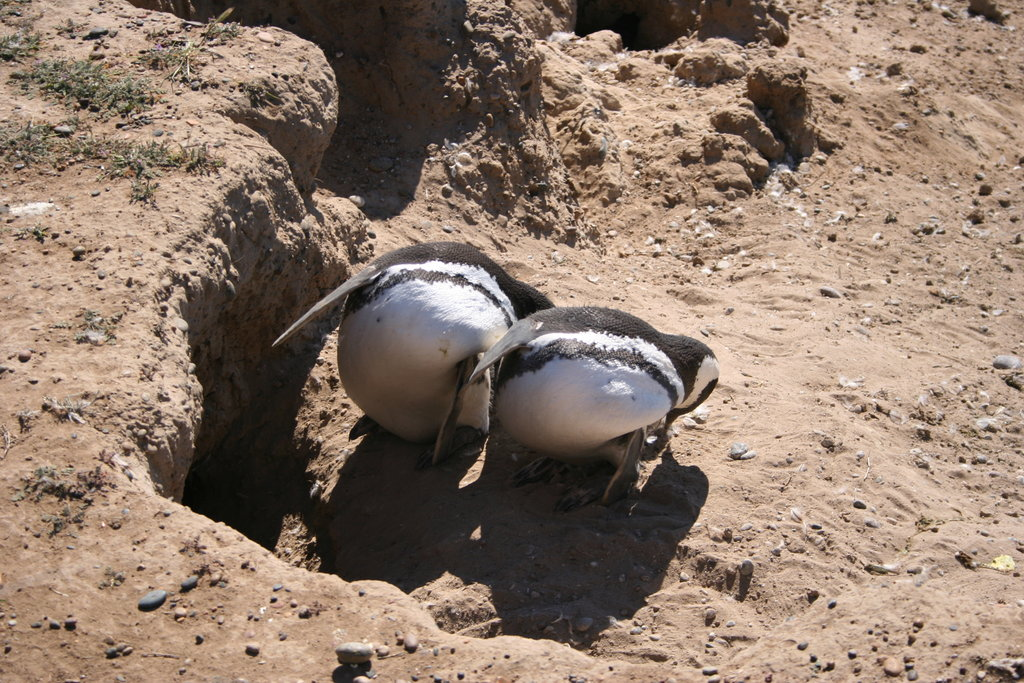
Características cuevas de nidada en las costas patagónicas.

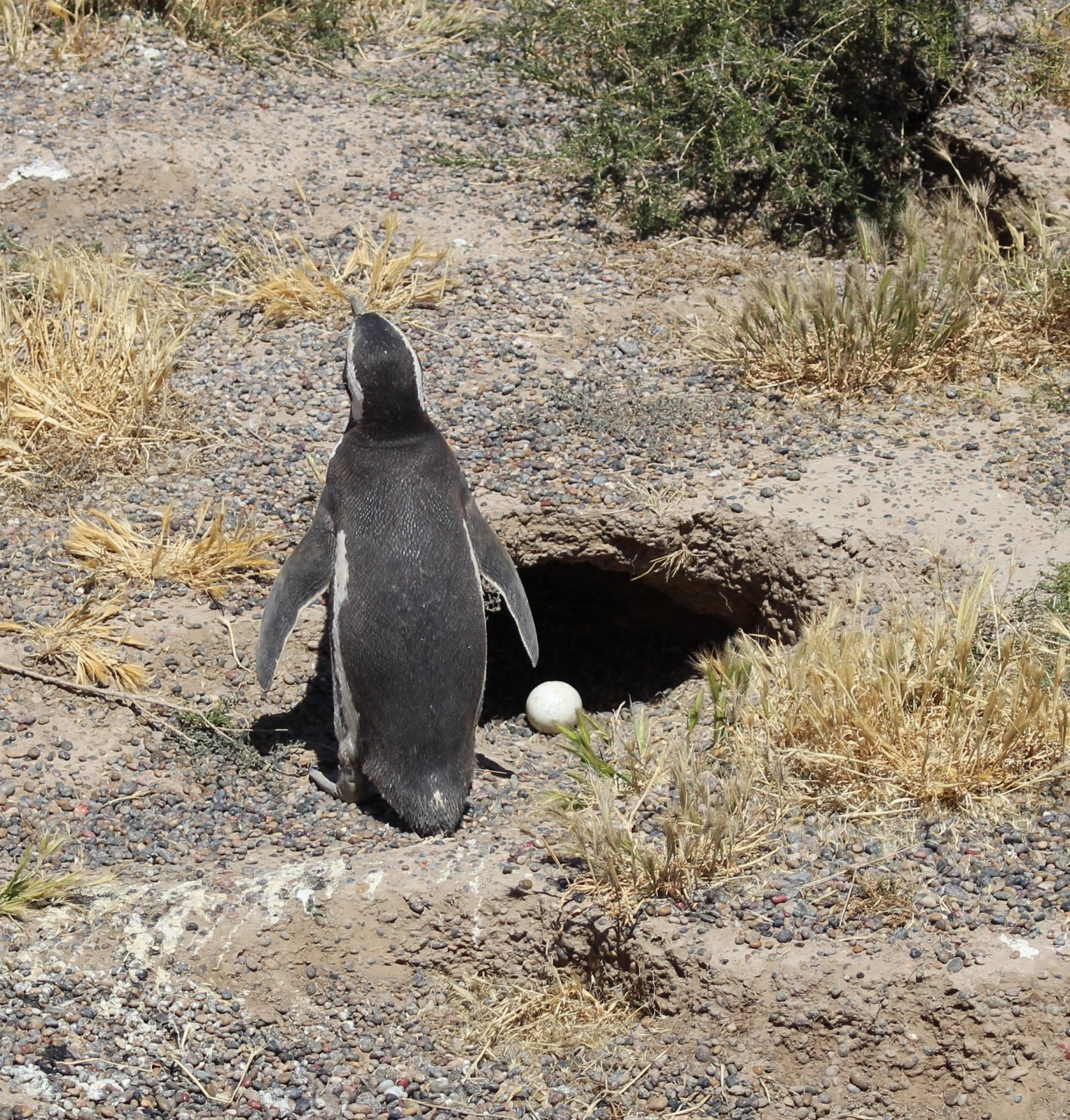
Nido y huevo.

Anidan en colonias en sitios determinados de la costa, seleccionando a tal fin suelos blandos donde puedan cavar sus nidos, aunque también pueden anidar bajo arbustos u otras protecciones. Los apostaderos son utilizados año tras año, y los animales al llegar eligen y reacondicionan las cuevas preexistentes para la nueva puesta. Si bien prefieren terrenos aptos cercanos al mar, se han encontrado nidos hasta a un kilómetro de la costa.
La llegada de las aves se produce en septiembre, para preparar los nidos y realizar el apareamiento.La puesta se efectúa en el mes de octubre y es usualmente de dos huevos. La gestación dura cuarenta y dos días, durante los que ambos padres se turnan para empollar e ir a alimentarse al mar. Los pichones presentan un plumón uniforme de color gris sucio, y para el mes de febrero ya son prácticamente autosuficientes.
En abril se inicia la migración a los mares brasileños, de donde retornarán a los seis meses para recomenzar el ciclo.

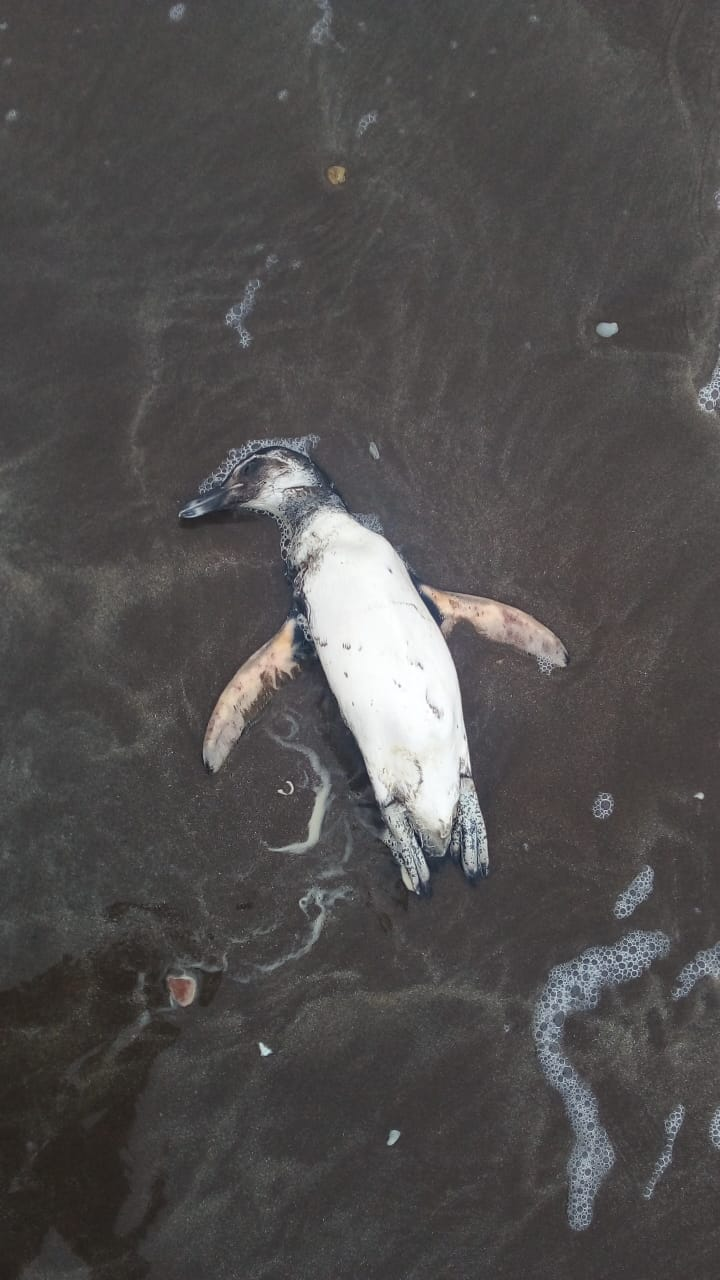

## Depredadores y otras causas de muerte
Los depredadores más importantes del pingüino de Magallanes son el puma, el león marino, la foca leopardo, el petrel gigante y la orca.
Huevos y pichones son depredados por varias especies de aves, como la gaviota parda o skúa, la gaviota cocinera, la gaviota austral y la paloma antártica. También animales terrestres como el zorro colorado, el armadillo y el zorrino aprovechan la distracción de los padres para hacerse de huevos o crías indefensas.
Antes de establecerse su carácter de fauna protegida, los pingüinos eran fácil presa para los cazadores de aceite y grasa animal, si bien su tamaño comparativamente reducido lo hacía menos atractivo que otra fauna marina austral igualmente desguarnecida en tierra, tal como los lobos marinos. Igualmente se los sacrificó masivamente hasta bien entrado el siglo XX, incluso para fines tan poco razonables como servir de combustible en las calderas de los barcos a vapor.
La actividad humana igualmente produce en forma indirecta la muerte anual de muchos pingüinos, ya sea por la pesca excesiva de especies con que se alimenta, y los derrames de petróleo que lo afectan mortalmente junto al resto de la avifauna.
Según algunos estudios científicos, como una obra publicado en Environmental Applications enero de 2019, la proporción de masculinos y femeninas en los pingüinos magallánicos ha sesgado peligrosamente a los varones. Esto significa que los modelos de población diseñados para uso con aves con relaciones de sexo más uniformes pueden subestimar el peligro que enfrenta la población de pingüinos magallánicos. Los investigadores atribuyen esta diferencia a la mayor tasa de mortalidad de los pingüinos hembra juveniles y adultos (pero no de los polluelos). De esto, los científicos concluyen que es importante proteger a los pingüinos en sus sitios de alimentación y no solo en los sitios de anidación.

## Principales apostaderos de cría

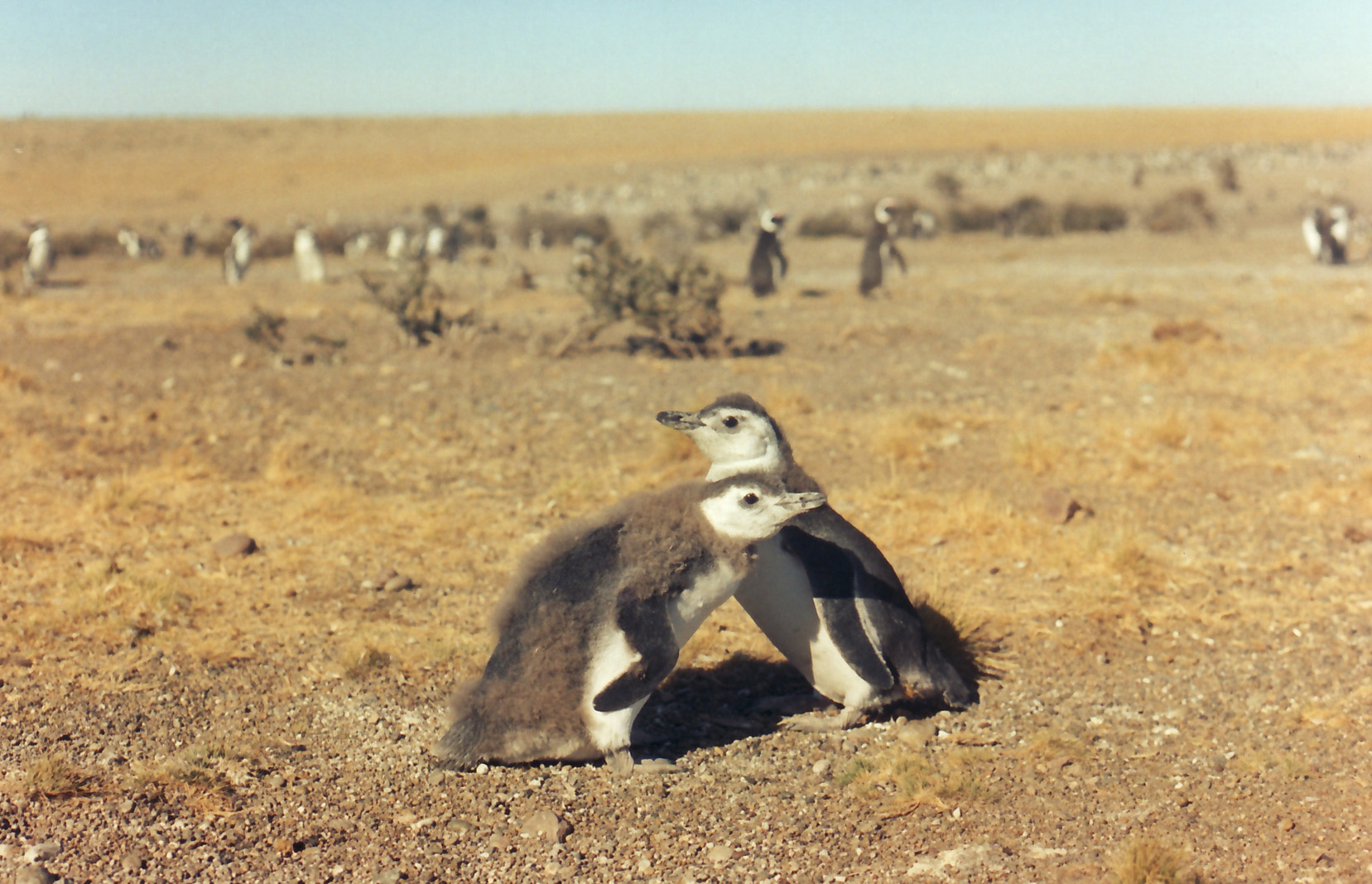
Vista de un par de pichones en Cabo Guardián.

Las principales colonias se encuentran en la costa de la Patagonia Argentina, bañadas por las aguas del Atlántico Sur. Según cada provincia, ellas son:
Santa CruzPuerto Deseado, parque nacional Monte León, Cabo Vírgenes, Cabo Guardián y Puerto San Julián,
ChubutPunta Tombo, Península Valdés y Cabo Dos Bahías.
La colonia de Punta Tombo es la más investigada de esta especie, concluyendo que la misma era el mayor apostadero continental de cualquier especie de pingüino del mundo, con poblaciones que superan el millón de ejemplares en la primavera austral.
En Chile anidan en algunas islas y caletas de la recortada costa del Pacífico Sur, destacando especialmente la colonia de la isla Magdalena con 60 000 ejemplares, en medio del estrecho de Magallanes.

## Conservación
La especie se encuentra protegida en reservas naturales por los estados provinciales de Argentina y en las regiones australes chilenas. En las colonias más importantes, el avistaje turístico es regulado mediante controles de acceso, recorridos sobre andariveles para evitar el deterioro de los nidos, y apoyo y control de guardafaunas.
Diversas instituciones científicas de la Patagonia estudian constantemente el comportamiento y evolución de la especie, y en numerosas ciudades costeras funcionan en forma permanente establecimientos de recuperación de animales "empetrolados".

### En Chile

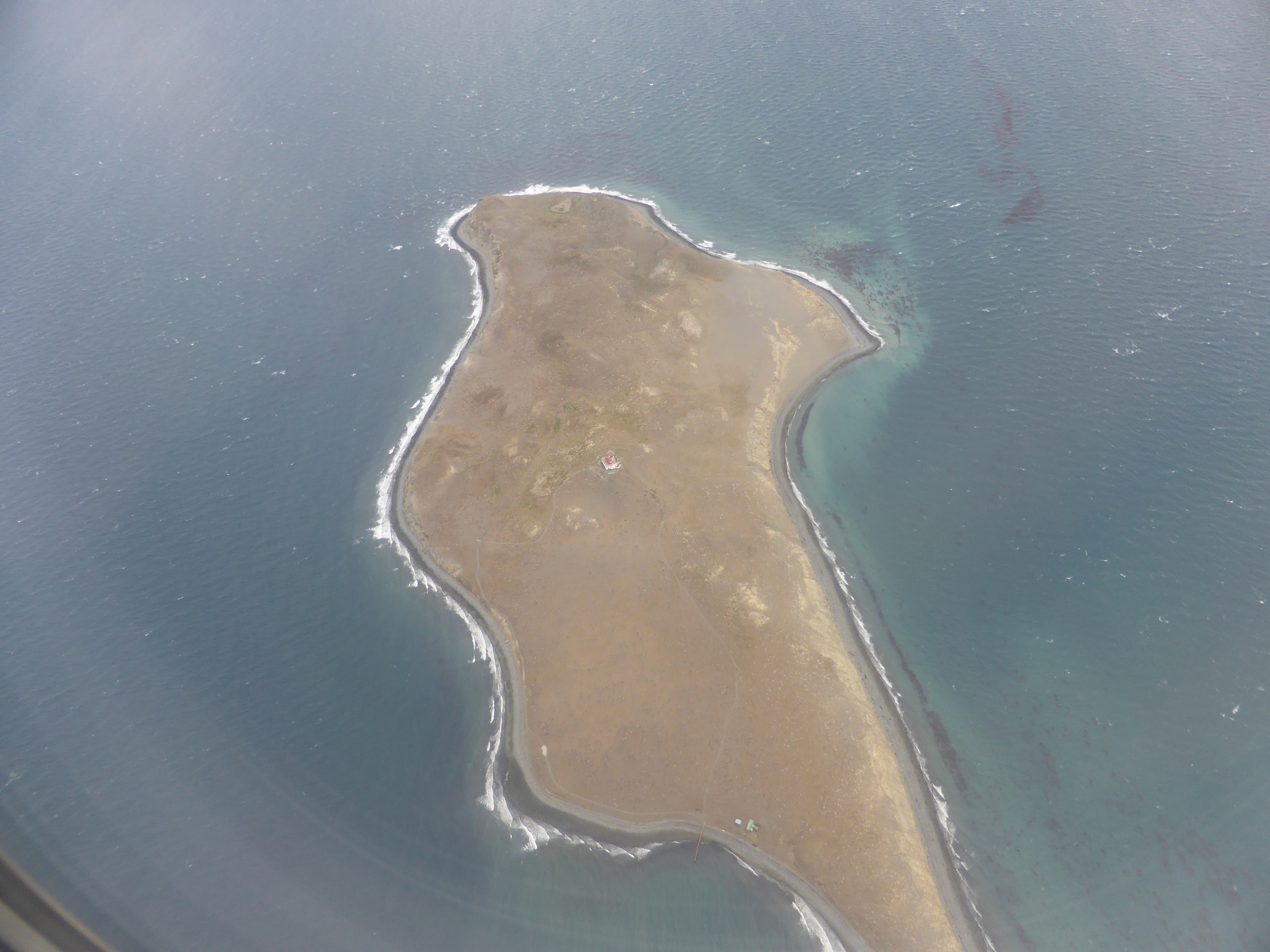
La isla Magdalena vista desde un avión con destino Punta Arenas.

En Chile la colonia de pingüino de Magallanes más grande se encuentra en el Monumento natural Los Pingüinos, ubicado en Isla Magdalena (Magallanes). Esta isla fue declarada en agosto de 1966 parque nacional y en 1982 clasificada como Monumento Natural. En ella se alberga la colonia de pingüinos de Magallanes más grande del Chile continental, y una de las mayores reservas en el mundo, alojando a más de 60 000 parejas de pingüinos de Magallanes (más de 150 000 ejemplares adultos y crías). Ubicada en el Estrecho de Magallanes, se accede a ella por vía marítima desde Punta Arenas.
Se está llevando un estudio[¿cuál?][¿cuándo?] para la protección de estos animales a cabo en Isla Magdalena (Magallanes) y las Islas Malvinas. En la isla Magdalena, se ha delimitado una zona no apta para la pesca, con el fin de proteger la cacería natural de los pingüinos. Esta zona de protección, junto a otras medidas, ha determinado un crecimiento sostenido de la colonia, a diferencia de las Islas Malvinas, en que la no existencia de este perímetro ha resultado en el deterioro de las colonias de pingüinos.

### En Perú
En Perú el pingüino de Magallanes es solo una especie vagante, pues sus aguas se encuentran bastante alejadas de las colonias chilenas más septentrionales. Ha sido detectado en las islas Ballestas, en la Reserva nacional de Paracas, en punta San Juan y en punta Coles. Tal vez los escasos ejemplares que intentan conquistar las costas del sur del Perú sean genéticamente absorbidos al terminar hibridando con ejemplares de la enorme población de su pariente más próximo: el pingüino de Humboldt.